# Мульде
Мульде (нім. Mulde), також Мульда (в.-луж. Mulda) або Модлій (в.-луж. Modłej) — річка в Німеччині, протікає по землям Саксонія та Саксонія-Ангальт. Довжина річки — 147 км, площа її водозбірного басейну — 7400 км².
Річкова система річки — Ельба. Виникає при злитті річок Цвіккауер-Мульде та Фрейберґер-Мульде.